# Urocitellus brunneus
Urocitellus brunneus — вид гризунів з родини вивіркових (Sciuridae). Цей вид і південний ховрах Айдахо (Urocitellus endemicus) раніше вважалися конспецифічними, разом називаючись ховрахом Айдахо. Вид має довжину близько 233 мм, вагу від 120 до 290 грамів, має статевий диморфізм і темно-рудувато-сіру шерсть.
Тварина впадає в сплячку протягом 8 місяців і живе на сухих луках в округах Адамс і Веллі в західно-центральному Айдахо. Вони їдять різнотрав'я, трави, кущі, дерева, очерет і осоку. Шлюбний період відбувається протягом двох тижнів від початку активного періоду і триває близько 12–13 днів. Самиці мають лише один виводок на рік, і в одному виводку є близько 5 малюків, які залишають нору приблизно наприкінці березня — на початку квітня. Вид будує три типи нір: гніздові, допоміжні та зимові.
У 2000 році цей вид був класифікований як такий, що перебуває під загрозою зникнення, відповідно до Закону про зникомі види, в основному через втрату середовища проживання. Залишилося близько 2000 особин, але популяція збільшується завдяки зусиллям щодо збереження.